# Uonderbois
Uonderbois è una serie televisiva italiana del 2024 diretta da Andrea De Sica e Giorgio Romano ed ideata da Barbara Petronio e Gabriele Galli.

## Trama
Gli Uonderbois sono cinque ragazzi dodicenni tutti accomunati dalla passione di chi è nato e cresciuto a Napoli e convinti che fra le strade della città si aggiri il loro idolo, il fantasma di Uonderboi, un incrocio tra la figura del Munaciello e un attuale Robin Hood. Gli Uonderbois, devono dirsi addio perché La Vecchia, proprietaria dei Vasci in cui vivono, sta per vendere le loro case in cambio di una statuetta di Maradona. Quando la statuetta viene rubata da Uonderboi, inizia la loro avventura nei sotterranei della città, alla ricerca di un misterioso tesoro.

## Episodi
| Stagione       | Episodi | Prima TV |
| -------------- | ------- | -------- |
| Stagione unica | 6       | 2024     |

## Promozione
Il primo trailer è stato diffuso il 26 novembre 2024.

## Produzione

### Riprese
Le riprese di Uonderbois si sono tenute a Napoli tra il dicembre 2022 e il marzo 2023 tra i vicoli del centro storico come via San Gregorio Armeno, la Napoli Sotterranea (in particolare nella Galleria Borbonica), il cimitero delle Fontanelle, il museo archeologico, palazzo degli Spiriti e palazzo Donn'Anna ma anche nella Piscina mirabilis di Bacoli, nel parco sommerso di Gaiola oltre all’Anfiteatro Flavio, l’Antro della Sibilla e il lago d’Averno di Pozzuoli. Tuttavia alcune ambientazioni sono state ricostruite a Roma.

### Colonna sonora
Gli inediti di Geolier Parl’ cu mme e Ferrari fanno parte della colonna sonora della serie.

## Distribuzione
La prima stagione della serie è stata interamente distribuita su Disney+ il 6 dicembre 2024. 